# يا أبي
«أباباينو با ، A Vava Inouva»، المترجَم عن الأمازيغية بـ«يا أبي»، هو عنوان إحدى أُغنيات إدير الأُوليات. هذه الأغنية جزء من ألبوم يحمل نفس العنوان صدر عام 1976 م. هي عبارة عن تهويدة بالأمازيغية القبائلية تشارك إدير وابن محمد في كتابتها، وقام إدير نفسه بتلحينها. تعتبر أول تسجيل للموسيقى القبائلية يعرف نجاحا خارج شمال أفريقيا، ليتم نَسْبُها فيما بعد إلى النوع الموسيقي العالمي أو «موسيقى العالم».

## موضوع
تدور الأغنية في إطار أسطورة أمازيغية ملخّصها كفاح وتضحية فتاة اسمها «غريبا» نحو والدها العجوز «إينوفا» وإخوتها الصغار وهي في ربيع العمر، من أجل لقمة العيش لها ولأسرتها في بقعة من بقاع الأرض.
الأغنية مستمدّة من أسطورة جزائرية/أمازيغية يبلغ عمرها عشرات القرون وهي تروي حكاية سندريلا المغاربية، الفتاة التي تعمل طوال النهار في حقول الزيتون تقطف الثمار وتحرث الأرض وتعلف للمواشي. فإذا غربت الشمس، عادت تجرّ تعبها إلى البيت، حيث يقبع أبوها الشيخ وإخوتها الصغار، تدقّ الباب فيحتار الشيخ أيفتح الباب لقادمٍ لا يعرفه ـ تسمّيه الأسطورة وحش الغابة ـ فيقضي على أولاده ولا يستطيع له دفعًا، أم يسدّ الباب في وجه من تقول أنّها ابنته.
تتدخّل الأسطورة لموقف إنساني، لتقول أن الوالد اتّفق مع البنت على أن تَرُجَّ أساورها التي تحفظ صوتها، فإذا سمعه فتح الباب لابنته، ولما تحمل من رزق عندها فقط تلج البيت بعد الاختبار وتأوي إلى حضن الوالد الهرم منشدة حزناً «أخاف وحش الغابة يا أبي» فيجيبها والدها متأسفاً وباكياً «وأنا أيضًا أخافه يابنتي». ويطلب الوالد غفران الصغيرة لعدم فتح الباب لها من أوّل طرقة.
ثم تحمل الأغنية المستمع إلى أجواء المنطقة المثلّجة لتروي حكاية الشيّخ المتلفّع في بُرْنُسِهِ وابنه المهموم بلقمة العيش، والعجوز التي تنسج على المنول، والأطفال حولها يحلمون بالربيع المقبل.. بأعراسه وبركاته.. بتُفَّاحِهِ وخَوْخِهِ ومِشْمِشِهِ.. وذلك رغم الثلج الرابض خلف الباب.. بينما يختفي القمر وتحتجب النجوم ويتوسّد الشبان والأطفال أمانيهم فيما يستمعون لأقاصيص الجدّة العجوز.

## كلمات
| ترجمة للعربية اللازمة: (هي) أرجوك افتح لي الباب.. يا أبي «إينوفا» (هو) رجرجي أساورك.. يا ابنتي «غريبا» (هي) أخشى وحش الغابة.. يا أبي «إينوفا» (هو) وأنا أيضاً أخشاه.. يا ابنتي «غريبا» الشيّخ متلفّح في البُرْنُسِ منعزلاً جنب الحائط يتدفّأ وابنه المهموم بكسب القوت يتفكّر في الأيّام القادمة وزوجته ناسجة خلف مندالها تحيك الخيطان دون توقّف والأطفال حول العجوز يتلقنون ذكريات أيام زمان اللازمة الثلج رابض خلف الباب و «الإيحلولين» يسخن في القِدْرِ والأعيان تحلم بالربيع المقبل القمر والنجوم ما زالوا مختفين وحَطَبة البلّوط تحلّ محلّ حصيرة الصفصاف والعائلة مجتمعة تستمع بشغف لحكايا زمان اللازمة | بالأمازيغية (مع استعمال الأحرف اللاتينية) Chorus: Ttxil-k lli-yi-n tabburt, a baba-inu ba Ččenčen tizebgatin-im, a yelli Ɣriba Ugadeɣ lweḥc n lɣaba, a baba-inu ba Ugadeɣ ula d nekkini, a yelli Ɣriba Amɣar yettel deg ubernus Di tesga la yeẓẓiẓin Mmi-s yettḥebbir i lqut Ussan deg uqerrus tezzin Tislit deffir uzeṭṭa Tessalay tijebbadin Arrac zzin-d i temɣart A sen-tesɣar tiqdimin [Chorus] Adfel yessu-d tibbura Tuggi kecmen-tt yeḥlulen Tajmaɛt tettargu tafsut Aggur d yetran ḥeǧben Ma d aqejmur n tasaft Idegger akin idenyen Mlalen-d akk at wexxam I tmacahut ad slen Chorus |